# Ethan Gilmour
Ethan Gilmour (ur. 1989 w Ludlow) – amerykański kolarz górski, szosowy i przełajowy, brązowy medalista mistrzostw świata MTB.

## Kariera
Największy sukces w karierze Ethan Gilmour osiągnął w 2007 roku, kiedy sztafeta USA w składzie: Georgia Gould, Ethan Gilmour, Samuel Schultz i Adam Craig zdobyła brązowy medal w sztafecie cross-country podczas mistrzostw świata MTB w Fort William. Był to jedyny medal wywalczony przez Gilmoura na międzynarodowej imprezie tej rangi. Ponadto w 2006 roku został wicemistrzem kraju w kategorii juniorów w kolarstwie przełajowym, a rok później zdobył złoty medal w jeździe na czas juniorów podczas szosowych mistrzostw USA. Nie startował na igrzyskach olimpijskich.